# Le Vol rose du Flamant
Albums par Jacques Desrosiers
Les trois cloches
(1963) Comédie twistée
(1964)
Le vol rose du Flamant est un album de comédie musicale dont le livret est de Clémence DesRochers et la musique de Pierre F. Brault.  Il a été commercialisé en 1964 et porte le numéro de catalogue PC/PCS-1024.
Il s'agit de la toute première comédie musicale canadienne-française gravée sur disque.

## Pochette
Texte de présentation apparaissant au verso de l'album :
« Le Québec batifole
Ce n'est pas une pièce de théâtre, ce n'est pas une revue, ce n'est pas une comédie musicale, et, en fait, c'est les trois aussi.  Disons que c'est un spectacle où l'imagination du metteur en scène, le talent des comédiens et la présence de la musique et des danses, sont aussi importants que le texte et son action. » - Clémence DesRochers
« Dans cette comédie musicale, qui est également une revue, une constellation (car tous les artistes sont des étoiles) s'amuse en nous amusant.
L'action se passe dans un cabaret de quartier du milieu canadien-français : le Flamant.  L'intrigue, à la fois badine et policière, met en vedette tout le personnel du café, mêlé au vol d'un collier.  Madame Lulu, la patronne; Paulo, le barman; Serge, le garçon de table; Georgette, la cigarette-girl; le maître de cérémonie, les danseurs, le magicien et le gigueur de ville entrent dans la ronde et participent à l'action.
L'humour flirte avec l'amour et vice-versa! Le spectacle va bon train.  La musique est vivifiante et les interprètes sont allègres.  On trouve de tout, dans cette représentation plein de fraîcheur.
La pléiade de vedettes qui forment la distribution permet aux talents de s'exprimer, chacun suivant son goût, chacun dans son genre.
En somme, l'avant-garde passe à l'arrière-grade, après ce spectacle.  Ici la franchise s'exprime, le dynamimse se manifeste, le "naturel revient au galop". (Il s'était absenté...)  L'intrigue se déroule agréablement et l'intérêt est toujours soutenu.  Nous sommes au "spectacle" et le spectacle déborde de vie.  Il faut vraiment entendre le "Vol Rose du Flamant" pour apprécier "le soleil, le désir d'évasion" dont parle Clémence DesRochers, l'auteur du livret. »

## Titres
Tous les titres sont de Clémence DesRochers et Pierre F. Brault.
| 1. | Chanson-Thème                                                                        | 2:31 |
| 2. | C'est moi Roberta                                                                    | 1:16 |
| 3. | Tit-loup est mort                                                                    | 2:18 |
| 4. | Le gigueur de ville                                                                  | 2:39 |
| 5. | La « routine » de Maurice « Emci »                                                   | 3:08 |
| 6. | Trio du personnel : a) Souvenirs de voyage; b) Au prix du gros; c) La cigarette-girl | 4:58 |
| 7. | Récitatif « Last Call »                                                              | 0:36 |

| 8.  | Chanson d'amour de Roberta             | 3:12 |
| 9.  | Bleues de Greta                        | 3:02 |
| 10. | Amour sans humour / Humour sur l'amour | 3:19 |
| 11. | Don d'amour                            | 2:04 |
| 12. | Twist contre Maurice                   | 1:39 |
| 13. | Berceuse                               | 2:09 |
| 14. | Finale                                 | 1:52 |

## Crédits
- Livret : Clémence DesRochers
- Musique : Pierre F. Brault
- Mise en scène : Albert Millaire
- Chorégraphie : Yvonne Laflamme
- Décors : André Leblanc
- Costumes : Irène Ellenberger
- Collaboration à la mise en scène : Jocelyn Joly
- Distribution :
  - Monique Lepage (Greta Dietrich)
  - Denise Filiatrault (Roberta)
  - Janine Sutto (Madame Lulu)
  - Clémence DesRochers (Georgette)
  - Olivier Guimond (Le Grand Willy)
  - Roger Joubert (Tino)
  - Jean-Pierre Masson (Paulo)
  - Jacques Desrosiers (Serge)
  - Jean Besré (Maurice « Emci » Chabot)
  - Pierre Dufresne (Le gigueur)
- Prise de son : Roger Bélair
- Réalisation : Marcel LeBlanc
- Dessin « Les Flamants » : Renée Noiseaux-Gyurik